# 巴滕伯格蛋糕
巴滕伯格蛋糕或巴頓貝爾格蛋糕（英語：Battenberg cake）是一種英國皇室和海軍貴族的代表型蛋糕，特點是截面呈現2×2棋盤格紋，以切割成方形的黃色和紅色的蛋糕組合而成，表面覆蓋上白色糖製品。其中黃色的蛋糕用通常的海綿蛋糕就可以，也可以使用香草蛋糕、磅蛋糕、蛋黃蛋糕；而紅色的蛋糕則可使用紅色色素，或者草莓汁、覆盆莓汁甚至西瓜汁製作；外面覆蓋的糖製品，可以是杏仁膏、白巧克力、白色翻糖。此種蛋糕和一般的蛋糕相比，比較不注重原材料的選擇，只要能達到“外部糖製品是白色而且是甜蜜柔軟的，內部能被整齊分割成四格、紅黃相對的”即可。

## 名称来源
巴滕伯格蛋糕名字的由來是纪念英国海军元帅第一代米尔福德黑文侯爵路易·亚历山大·蒙巴顿（Louis Alexander Mountbatten, 1st Marquess of Milford Haven），前巴滕貝格的路易·亞歷山大亲王（Prince Louis Alexander of Battenberg）。